# الولجة (سطيف)
الولجة بلدية من بلديات ولاية سطيف بالجزائر.